# Léon-Albert Terrier
Pour les articles homonymes, voir Terrier.
Léon-Albert Terrier, né le 6 juillet 1893 à La Balme-de-Sillingy et mort à Bayonne le 12 mai 1957, est un ecclésiastique français qui a été successivement évêque de Tarentaise (1938-1944), puis de Bayonne (1944-1957).

## Biographie

### Origine et formation
Léon-Albert Terrier est né à La Balme-de-Sillingy, en Haute-Savoie, le 6 juillet 1893.
Ses parents, Joseph et Marie-Félicité, sont cultivateurs et il est le dernier de leurs neuf enfants. La famille est catholique et il compte, du côté de sa mère, un oncle prêtre et quatre tantes religieuses. Un de ses frères deviendra prêtre lui aussi.
Il commence ses études à la chartreuse de Mélan. À l'automne 1911, ayant décidé de devenir prêtre, il entre au grand séminaire d'Annecy. Il est appelé au service militaire en 1913, et sera ensuite engagé pendant la guerre, blessé puis, une fois rétabli, participant à la bataille de Verdun ; il est ensuite envoyé à Salonique.
C'est après la fin de la guerre qu'il retourne terminer ses années au séminaire.
Il est ordonné prêtre le 10 juin 1922 et il est nommé à Saint-Gingolph ; il sera professeur au grand séminaire d'Annecy. Secrétaire diocésain des Œuvres et aumônier d'Action catholique, en 1925, curé-archiprêtre (curé plébain) de Cluses, en 1934.

### Épiscopats
Il est choisi, par le pape Pie XI, comme évêque de Tarentaise le 14 septembre 1938 et consacré à ce titre le 30 novembre 1938 par l'évêque d'Annecy, Florent du Bois de la Villerabel. Au cours de la Seconde Guerre mondiale, il apporte son aide à la jeunesse et à la résistance locale.
Le 24 juillet 1944, il est transféré au siège épiscopal de Bayonne,.
Léon-Albert Terrier meurt le 12 mai 1957, à Bayonne.
La ville de Moûtiers lui rend hommage en inaugurant, en 1998, une place à son nom.

## Armoiries
Léon-Albert Terrier porte D'azur à l'étoile rayonnante d'argent, et une onde du même en pointe ; au chef de gueules à la croix d'argent.
Il prend pour devise l'expression « Eamus Ad Vuam ».